# Sant Esteve de Vinyoles d'Orís
L'església de Sant Esteve de Vinyoles d'Orís se situa a la part alta de Vinyoles i es trobava dins l'antic terme del castell d'Orís. Tingué funcions parroquials fins que, abans de 1960, es traslladà el culte a una nova església amb una altra advocació. És un monument inventariat.

## Història

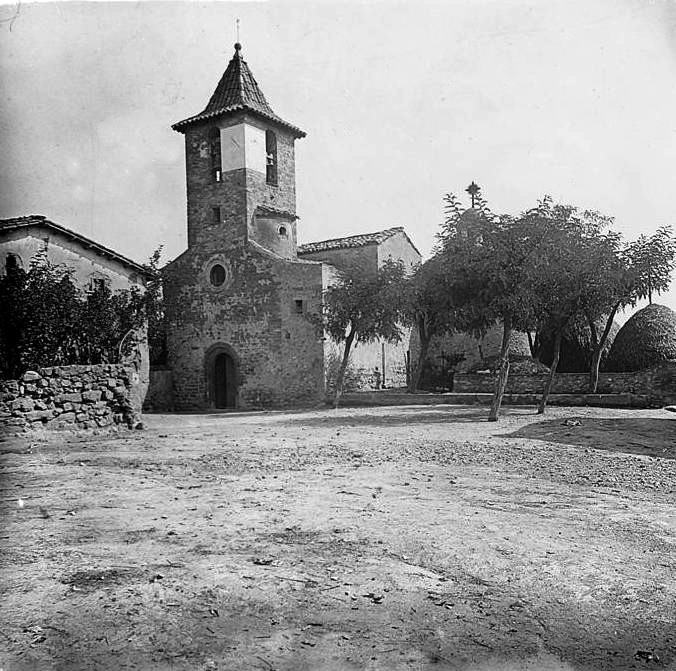
Any 1918

El castell d'Orís, apareix documentat des de l'any 914. El lloc de Vinyoles, des de l'any 901 en un document de venda al monestir de Sant Benet de Bages d'una vinya situada al castell d'Orís, a la vila de «Vingolas». L'església apareix citada l'any 957, quan Ferruç i la seva muller Doda vengueren a Unifred, fill del fundador del monestir esmentat, diversos béns. La funció parroquial no es documenta fins al 1060. El temple primitiu fou renovat i entorn el 1106 es consagrà la nova església que tenia a més de l'absis central, dedicat a Sant Esteva, dos altars laterals sota les advocacions de santa Maria i sant Jaume. Els anys 1619 i 1685 es construïren sengles capelles laterals. El 1892, Josep Galzeran erigí una rotonda com a capella del Santíssim. L'any 1936, fou aterrat un campanar de torre que s'erigia sobre el mur de ponent, obra segurament del segle xvii que devia ésser construït quan fou canviada la porta primitiva d'entrada al lloc actual, al mateix temps que era modificat el cimbori on hi hauria el campanar primitiu. El creixement urbà va fer necessària la creació d'un nou temple. L'any 1955 el nou edifici va ser beneït i va assumir les funcions parroquials, quedant aquesta església abandonada. Després l'església romànica va ser motiu de restauració pels Amics de Verdaguer, en record a l'exercici del ministeri sacerdotal que Mossèn Cinto Verdaguer dugué a terme entre els anys 1871 i 1874 en aquesta parròquia.

## Arquitectura
Edifici d'una sola nau capçada a llevant per un absis semicircular, precedit per un presbiteri curt, marcat per un parell de fornícules de planta rectangular que s'obren a banda i banda al mur. La nau és coberta per una volta de canó de perfil apuntat i reforçada per dos arcs torals, també apuntats, que la divideixen en tres trams. El tram més proper a l'absis és cobert amb volta de canó de mig punt situada transversalment que té en la seva base quatre trompes i dos arcs que l'escurcen, en una solució que sembla pensada per fer una cúpula sobre trompes però que mai s'arribà a fer i fou substituïda per la volta que s'ha conservat fins avui. La porta s'obre a la façana de ponent, és un arc de mig punt adovellat; a sobre s'obre un òcul, que, juntament amb les finestres de doble esqueixada situades a l'absis i a la nau i un petit òcul obert en el tram de la volta transversal, constitueixen la il·luminació del temple. La teulada és a doble vessant i, on es troba l'arc transversal, hi ha un cos prismàtic perpendicular a la nau. L'edifici és llis, llevat de l'absis que apareix ornamentat amb un fris d'arcuacions llombardes, dividit per dues lesenes en dues sèries de nou arcs i una central de sis.
L'aparell de la restauració de 1976 és de petits carreus irregulars, simplement escairats, agafats amb argamassa (i morter de ciment pòrtland), disposats en filades uniformes i irregulars. L'església pot ser inclosa en un grup molt heterogeni d'edificis bastits entre el segle x i el segle xii, com Sant Climent de Peralta, Sant Miquel d'Olèrdola o Sant Feliu de la Garriga.